# Worldnet
Worldnet fue un canal de televisión estadounidense por cable y satélite financiado por el gobierno dirigido a audiencias fuera de los Estados Unidos. Sus estudios estaban ubicados en Washington D. C. y transmitía las 24 horas del día. Worldnet tenía la misión de mostrar "una imagen equilibrada y precisa de la sociedad, las políticas y las personas estadounidenses".
Debido a la Ley Smith-Mundt de 1948, Worldnet no podía transmitir sus contenidos directamente a los ciudadanos estadounidenses.

## Historia
Worldnet se lanzó en 1983. Al principio, funcionó bajo el paraguas de la Agencia de Información de los Estados Unidos (USIA). Más tarde, Worldnet se convirtió en parte de la Junta de Gobernadores de Radiodifusión (BBG).
Entre 1993 y 1997, la audiencia de Worldnet se expandió de menos de 300 a 1400 canales de transmisión en África, América, Europa y Medio Oriente.
El 11 de septiembre de 2001, Worldnet, utilizando Bloomberg Television, interrumpió su programación habitual en 7 satélites para transmitir imágenes en vivo de ataques terroristas en las ciudades de Nueva York y Washington D. C.
El 16 de mayo de 2004, Worldnet se fusionó con la Voz de América para reducir costos.

## Programación
Los programas producidos y distribuidos por Worldnet se proporcionaron en árabe, croata, inglés, francés, chino mandarín, español, ruso, polaco, serbio y ucraniano, entre otros idiomas. Fueron transmitidos vía satélite, y también a través de sistemas de cable y canales extranjeros.
Además, también distribuyó algunos programas de otras televisoras estadounidenses, como NewsHour, Nightly Business Report, Crónicas de la Computación y Bloomberg Information Television.
Los cursos de enseñanza de inglés formaban parte de la lista de programas. Uno de ellos fue Crossroads Cafe, que combinaba comedia, drama y capacitación en inglés.